# Columbia (Alabama)
|  | Dieser Artikel wurde aufgrund von inhaltlichen Mängeln auf der Qualitätssicherungsseite des Projektes USA eingetragen. Hilf mit, die Qualität dieses Artikels auf ein akzeptables Niveau zu bringen, und beteilige dich an der Diskussion! Eine nähere Beschreibung der zu behebenden Mängel fehlt. |

Columbia ist ein Ort im Houston County, Alabama, USA. Columbia hat eine Gesamtfläche von 10,3 km². Das U.S. Census Bureau ermittelte bei der Volkszählung 2020 eine Einwohnerzahl von 690.

## Geschichte

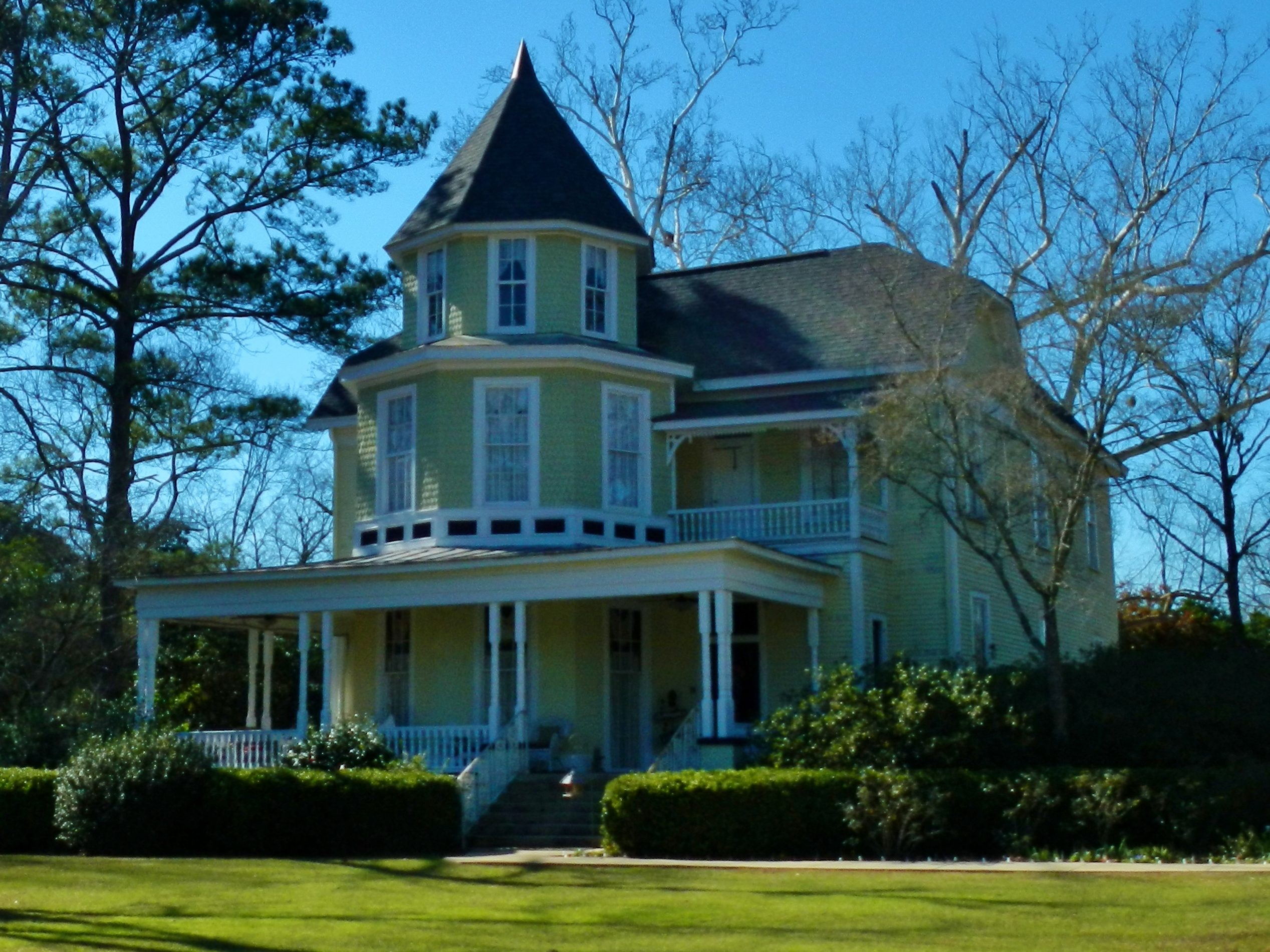
Purcell-Killingsworth House (2012)

Ein Bauwerk in Columbia ist im National Register of Historic Places (NRHP) eingetragen (Stand 20. März 2020), das Purcell-Killingsworth House.

## Demographie
Nach der Volkszählung aus dem Jahr 2000 hatte Columbia 804 Einwohner, die sich auf 344 Haushalte und 226 Familien verteilten. Die Bevölkerungsdichte betrug somit 79 Einwohner/km². 74,38 % der Bevölkerung waren weiß, 24,5 % afroamerikanisch. Das Durchschnittseinkommen betrug 27.500 Dollar pro Haushalt, wobei 18 % der Bevölkerung unterhalb der Armutsgrenze lebten.

## Töchter und Söhne der Gemeinde
- Dave Edwards (1939–2016), American-Football-Spieler